# James Ray
James Earl Ray (New Orleans, 27 luglio 1957 – Gainesville, 26 dicembre 2023) è stato un cestista statunitense, professionista nella NBA, in Italia e in Spagna.

## Carriera
Venne selezionato dai Denver Nuggets al primo giro del Draft NBA 1980 (5ª scelta assoluta).